# Чепелиха
Чепелиха (укр. Чепелиха) — рукав реки Убедь, протекающий по Сосницкому району (Черниговская область). В нижнем течении — Чепели.

## География
Длина — 15 км. Русло реки (отметки уреза воды) в среднем течении находится на высоте 113,6 м над уровнем моря. Скорость течения — 0,3. 
Рукав ответвляется от основного русла Убеди юго-восточнее пгт Сосница (Сосницкий район). Река течёт преимущественно на юг. Впадает в реку Убедь (на 10-м км от её устья) западнее села Малое Устье (Сосницкий район).
Русло сильно-извилистое, у истоков шириной 12 м и глубиной 0,9 м, в верховье соответственно 15 м и 1,7 м. Сообщается временными и постоянными протоками с множеством озёр в междуречье Чепелихи и Десны, например Десняк, и рекой Берестовица. Долина с заболоченными участками, местами берега обрывистые высотой 3 м.

## Притоки
1. Выживка л

## Населённые пункты
Населённые пункты на реке (от истока к устью):
1. пгт Сосница